# Rethosta
Rethosta utmärks av att den är torr, och kallas därför även för torrhosta. Den vanligaste orsaken är förkylning, men även damm, rök m.m. kan utlösa hostan. Rethosta kan vara besvärande vid nattsömnen och gör ibland ont i bröstet.